# Коттман, Макс
Максимилиан Коттман (нем. Maximilian Kottmann; 16 июня 1867, Шельклинген — 22 марта 1948, Роттенбург-ам-Неккар) — немецкий филолог, католический священник, настоятель собора и генеральный викарий епархии Роттенбург-Штутгарта. В 1886 году поступил в Тюбингенский университет, где изучал как католическое богословие, так и классическую филологию; впоследствии поступил в семинарию в Роттенбурге и 15 июля 1891 года был рукоположён в священники. Фактически возглавлял епархию Роттенбург-Штутгарта в годы национал социализма.

## Биография
Максимилиан Коттман родился 16 июня 1867 года в маленькой деревне Зотценхаузен, состоявшей из двух ферм, рядом со Шелклингеном; его отцом был фермер Йозеф Коттман, а матерью — Вильгельмина, урождённая Золлер. Уже в детстве Максимилиан проявил способности к обучению: он брал частные уроки латыни у местного викария Йозефа Фукса. Полученного образования хватило, чтобы Коттман смог поступить в четвёртый класс гимназии в Эхингене и, пропустив пятый класс, поступить в старшую гимназию — а затем и в колледж (конвикт) Святого Йозефа в Эхингене.
В 1886 году Макс Коттман поступил в Тюбингенский университет, где начал изучать католическое богословие и классическую филологию; являлся также студентом в Вильгельмшифте и по его окончании получил две степени: светскую (кандидата филологических наук) и церковную. Впоследствии поступил в семинарию в Роттенбурге и был рукоположён в священники 15 июля 1891 года. По окончании семинарии Коттман стал пастором и учителем: в 1891—1892 годах он работал пастором в Исни, а затем стал прецептором в Мундеркингене. В 1892 году он в течение полугода являлся директором Латинской школы в Роттенбурге, но затем вернулся в Мюндеркинген, где взял двухлетний отпуск для подготовки к экзамену на звание профессора. После успешной сдачи экзамена в 1896 году, он стал прецептором в Ридлингене, а 1 января 1899 года получил позицию капеллана и профессора в обер-гимназии в Ротвайле.
2 января 1907 года Коттман вступил в должность члена Совета католической церкви в Штутгарте, заняв место покойного Рихарда Валя. В 1920 году Коттман вошёл в состав Верховного совета Штутгарта: основным направлением его работы были начальные школы епархии. В 1924 году епископ Роттенбург-Штутгартский Пауль Вильгельм фон Кепплер (1852—1926) предложил Коттману стать капелланом местного собора; преемник Кепплера — Йоханнес Шпроль (1870—1949) — назначил Коттмана генеральным викарием епархии. Приход к власти в Германии национал-социалистов принёс «сложные времена» для епархии: епископ Шпроль являлся противником нового режима. После того как он открыто не поддержал аннексию Австрии в 1938 году, его отстранили от должности. Поскольку Коттман являлся его заместитель, именно он возглавлял епархию до конца Второй мировой войны: Шпроль смог вернуть свой пост только 13 июня 1945 года.
В 1946 году Коттман стал представителем церкви во Временном парламенте земли Вюртемберг-Баден; в следующем году он получил почётную степень доктора богословия от Тюбингенского университета и место в университетском сенате. 22 марта 1948 года он скончался и был похоронен на кладбище в Зюльхен — в месте захоронения епископов Роттенбурга.

## Работы
- De elucutione L. Junii Moderati Columellae : Abhandlung, Rottweil : M. Rothschild’s Buchdruckerei, 1903.
- Schillerbüchlein : ein Lebens- und Charakterbild zum 9. Mai 1905, 2. Aufl., Stuttgart, 1905.